# San Benito (Gwatemala)
San Benito – miasto w północnej Gwatemali, nad jeziorem Petén Itzá, tworzy jedną aglomerację z Flores, ośrodkiem administracyjny departamentu Petén. Jest siedzibę gminy San Benito, która w 2012 roku liczyła 59 486 mieszkańców. Gmina jest najmniejszą w departamencie, a jej powierzchnia obejmuje 112 km²